# 韦伦·史密瑟斯
韦伦·史密瑟斯二世（英語：Waylon Smithers Jr.），台譯艾甲甲，是动画片《辛普森一家》中的角色。他是蒙哥马利·伯恩斯的助手，在核电站工作。他是个同性恋，暗恋自己的老板。在剧集《怀疑论者莉萨》中，当他认为世界要灭亡的时候，他亲了伯恩斯先生。